# Paul Matisse
Paul Matisse (n. 1933) es un artista e inventor, conocido especialmente por sus instalaciones públicas de arte, muchas de las cuales son interactivas; también es el inventor del Kalliroscope.  

## Biografía
Matisse se graduó de la Universidad de Harvard en 1954, donde alguna vez vivió en Eliot House con Stephen Joyce, nieto de James Joyce, y Sadruddin Aga Khan, descendiente del profeta Mahoma. 
Después de la universidad estudió brevemente en la Harvard Graduate School of Design antes de trabajar en el desarrollo de productos para Arthur D. Little. En 1962, inició por su cuenta la fabricación del Kalliroscope. De 1977 a 1979, ayudó a ampliar una escultura de Alexander Calder (quien murió en 1976) para la National Gallery of Art de Washington D. C. A partir de entonces, comenzó su carrera en el arte.
En la actualidad reside en una antigua iglesia Bautista en Groton, Massachusetts. Es el hijastro de Marcel Duchamp y nieto del pintor francés Henri Matisse, ya que su padre, Pierre Matisse, era hijo de Henri.